# Tim DeKay
Timothy Robert 'Tim' DeKay (Ithaca, 12 juni 1963) is een Amerikaans film- en televisieacteur. Hij maakte zijn acteerdebuut in de serie SeaQuest DSV. Hij had van 2009 tot en met 2014 een vaste rol in de serie White Collar.

## Biografie
DeKay werd geboren in Ithaca, New York, en groeide op in Lansing. Hij studeerde economie en filosofie aan het Le Moyne College. Na een korte carrière als honkballer besloot hij zich te gaan richten op een acteercarrière. Hiervoor volgde hij eerst een cursus regie aan de Syracuse University, en ging vervolgens studeren aan de Rutgers University, waar hij een MFA haalde. Hier leerde hij ook zijn vrouw, actrice Elisa Taylor kennen. Samen hebben ze twee kinderen.
Zijn acteerdebuut kwam met een rol in drie afleveringen van de serie SeaQuest DSV. Daarna was hij te zien in series als Seinfeld, Friends, CSI, My Name Is Earl, NCIS, The New Adventures of Old Christine, Scrubs, en Chuck. Zijn filmdebuut kwam in 1996 met de film If These Walls Could Talk.
Een enkele keer waagde DeKay zich ook aan toneelrollen, waaronder in het Broadway Theater. Tot zijn toneelrollen behoren Ridiculous Fraud in het McCarter Theatre; Billy Budd in het Circle in the Square Theatre; Someone to Watch Over Me met de Denver Theatre Company; The Merchant of Venice in het Hartford Stage; en de nationale tournee van The Lion in Winter. In 2009 was hij zowel regisseur als producer van de korte film This Monday.
In 2010 keerde hij nog eenmaal terug naar Le Moyne als gastspreker. Hij kreeg toen een eredoctoraat in
Humane Letters honoris causa. Hij heeft tevens les gegeven aan de University of Southern California.

## Filmografie

### Film
| Jaar | Film                        | Rol                                        |
| ---- | --------------------------- | ------------------------------------------ |
| 2023 | Oppenheimer                 | John Pastore                               |
| 2008 | Monster Ark                 | Dr. Nicholas Zavaterro                     |
| 2008 | Get Smart                   | Secret Service Agent                       |
| 2008 | The Russell Girl            | Tim Russell (Hallmark Channel movie)       |
| 2007 | Randy and The Mob           | Bill                                       |
| 2006 | The Far Side of Jericho     | The Stranger                               |
| 2006 | Peaceful Warrior            | Coach Garrick                              |
| 2005 | The Chumscrubber            | Mr. Peck                                   |
| 2004 | Control                     | Bill Caputo                                |
| 2003 | Welcome to the Neighborhood | Bill                                       |
| 2002 | The Third Wheel             | Speaker                                    |
| 2001 | Taking Back Our Town        | Lifetime Channel Movie                     |
| 2001 | Swordfish                   | Agent                                      |
| 2001 | Nice Guys Finish Last       | Vader                                      |
| 2000 | Big Eden                    | Dean Stewart                               |
| 2000 | The Crow: Salvation         | Martin Toomey; (vermeld als Tim DeMay)     |
| 1999 | Buddy Boy                   | Ken                                        |
| 1998 | Almost Heroes               | New Bartender                              |
| 1998 | The Pentagon Wars           | HBO movie; Junior officer at embassy party |
| 1997 | Invasion                    | Mike Landry; aka 'Robin Cook's Invasion'   |
| 1996 | If These Walls Could Talk   | Becky's husband in segment - '1952'        |

### Televisie
| Jaar      | Serie                               | Rol                      | Notities                                                                                            |
| --------- | ----------------------------------- | ------------------------ | --------------------------------------------------------------------------------------------------- |
| 2021      | FBI: Most Wanted                    | Angelo Carpenter         | Aflevering "Unhinged"                                                                               |
| 2020      | The Expanse                         | Admiraal Sauveterre      | 2 afleveringen                                                                                      |
| 2020      | 68 Whiskey                          |                          | Aflevering "Mr. Fix-It"                                                                             |
| 2018      | Ballers                             |                          | Aflevering "The Kids Are Aight"                                                                     |
| 2018      | Here and Now                        | Steven Benjamin          | 6 afleveringen                                                                                      |
| 2017      | American Crime                      | J.D. Hesby               | 6 afleveringen                                                                                      |
| 2017      | Lucifer                             | Jason Carlisle           | 2 afleveringen                                                                                      |
| 2016      | Second Chance                       | Duval Pritchard          | 11 afleveringen                                                                                     |
| 2015      | Dinner at Tiffani's                 | zichzelf                 | 4 afleveringen                                                                                      |
| 2014      | Agents of S.H.I.E.L.D.              | Christian Ward           | Seizoen 2, 2 aflevering "A Fractured House; The Things We Bury"                                     |
| 2012      | Hot in Cleveland                    | Buddy                    | Seizoen 3, Aflevering 7 "Two Girls and a Rhino"                                                     |
| 2011      | Chuck                               | Kieran Ryker             | Seizoen 5, Aflevering 8 "Chuck Versus the Baby"                                                     |
| 2011      | Law & Order: LA                     | Don Alvin                | Silver Lake                                                                                         |
| 2009-2014 | White Collar                        | FBI Agent Peter Burke    | Main cast                                                                                           |
| 2009      | Scrubs                              | Rich Hill                | Seizoen 8 Aflevering 11 "My Nah Nah Nah"                                                            |
| 2008      | The New Adventures of Old Christine | Patrick Harris           | 3 afleveringen: Rage Against the Christine; Tie Me Up, Don't Tie Me Down; So You Think You Can Date |
| 2008      | CSI: Miami                          | William Campbell         | Wrecking Crew                                                                                       |
| 2008      | The Cleaner                         | Neil Mullins             | Lie With Me                                                                                         |
| 2008      | NCIS                                | Senator Patrick Kiley    | Capitol Offense                                                                                     |
| 2007      | Tell Me You Love Me                 | David                    | Main cast                                                                                           |
| 2007      | Numb3rs                             | Pete Friscia             | Robin Hood                                                                                          |
| 2007      | The 4400                            | Drew Imroth              | 2 afleveringen: Ghost in the Machine; The Marked                                                    |
| 2007      | Hidden Palms                        | Mr. Miller               | Pilot                                                                                               |
| 2006      | Cold Case                           | Geoff Taylor             | The War At Home                                                                                     |
| 2006      | Standoff                            | John Barnes              | Circling                                                                                            |
| 2006      | My Name Is Earl                     | Hank Lange               | 2 afleveringen: Didn't Pay Taxes; Monkeys In Space                                                  |
| 2005      | CSI: Crime Scene Investigation      | Neal Matthews            | Spark of Life                                                                                       |
| 2003–2005 | Carnivàle                           | Clayton 'Jonesy' Jones   | Main cast                                                                                           |
| 2004      | Without a Trace                     | Jim Cooper               | The Seizoen                                                                                         |
| 2002–2003 | Everwood                            | Reverend Keyes           | 3 afleveringen: Blind Faith; Snow Job; Till Death Do Us Part                                        |
| 2002      | Malcolm in the Middle               | Matt                     | Zoo                                                                                                 |
| 2002      | Friends                             | Marc                     | The One Where Rachel Has A Baby: Part 1                                                             |
| 2002      | Ally McBeal                         | Kendall Willis           | A Kick in the Head                                                                                  |
| 2001      | Thieves                             | Owen                     | The General                                                                                         |
| 2001      | Murder, She Wrote                   | Robert Mercer            | The Last Free Man                                                                                   |
| 2001      | Chestnut Hill                       | Peter Eastman            | Pilot                                                                                               |
| 1999–2000 | Sports Night                        | Ray Mitchel              | 2 afleveringen: April is the Cruelest Month; Cliff Gardner                                          |
| 1997–1999 | Party of Five                       | Dr. Paul Thomas          | 12 afleveringen, recurring character                                                                |
| 1999      | The Pretender                       | Eddie Fontenot           | Pool                                                                                                |
| 1999      | The Practice                        | Jerry Green              | Split Decisions                                                                                     |
| 1998      | Brimstone                           | Prof. John Albright      | Heat                                                                                                |
| 1998      | Cupid                               | Jennings Crawford        | The Linguist                                                                                        |
| 1998      | Caroline in the City                | Brian                    | 2 afleveringen: Caroline and the Secret Bullfighter - Part 1; Caroline and the Killer Dad           |
| 1998      | Ellen                               | John                     | Escape from L.A.                                                                                    |
| 1997      | Diagnosis: Murder                   | Sonny Burnett            | A Mime is a Terrible Thing to Waste                                                                 |
| 1997      | Night Sins                          | Prof. Christopher Priest | Mini-Series                                                                                         |
| 1997      | Touched by an Angel                 | J.D. Sinclair            | Smokescreen                                                                                         |
| 1997      | The Naked Truth                     | John                     | We're at NBC Now                                                                                    |
| 1997      | The Larry Sanders Show              | Gordon                   | The Matchmaker                                                                                      |
| 1996      | Grace Under Fire                    | Rev. Tom Maxwell         | The Ghost and Mrs. Kelly                                                                            |
| 1996      | The Ring                            | Max Thomas               | Mini-series; aka 'Danielle Steel's The Ring'                                                        |
| 1996      | Seinfeld                            | Kevin                    | 2 afleveringen: The Bizarro Jerry; The Soul Mate                                                    |
| 1995–1996 | SeaQuest DSV                        | Lawrence Deon            | 3 afleveringen: Brainlock; Destination Terminal; In the Company of Ice and Profit                   |